# 華厳滝エレベーター

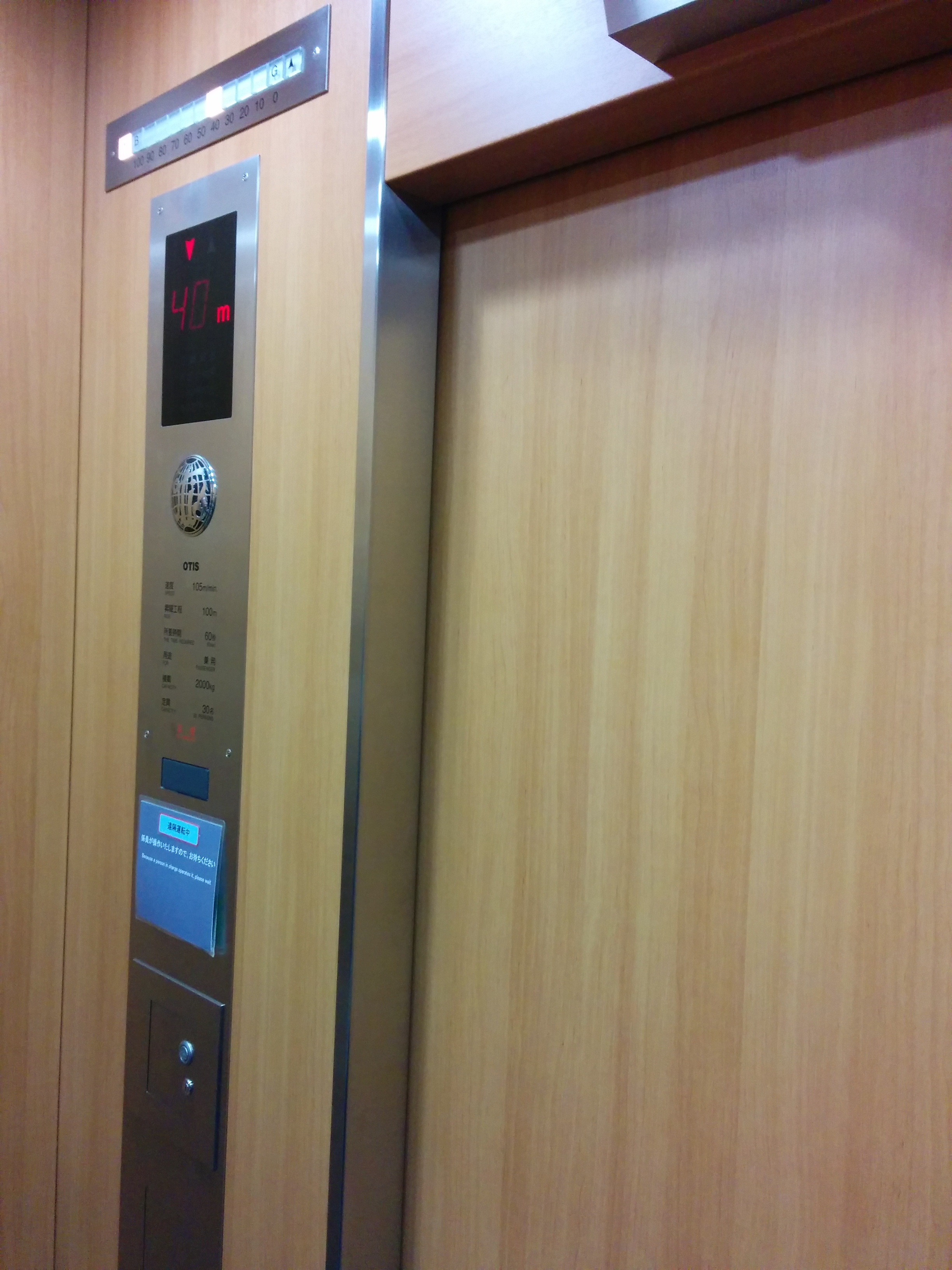
エレベーター内部

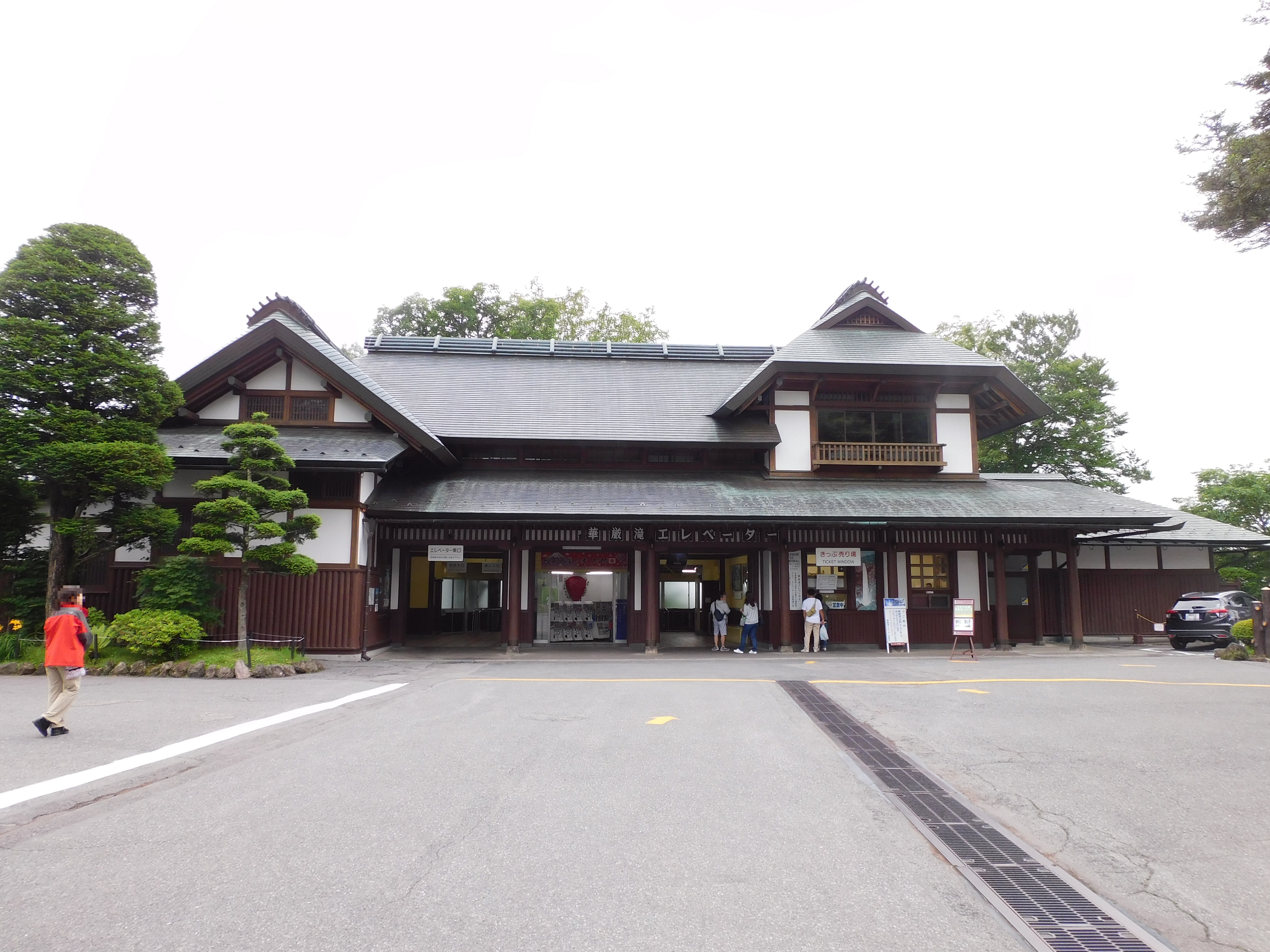
乗り場入り口

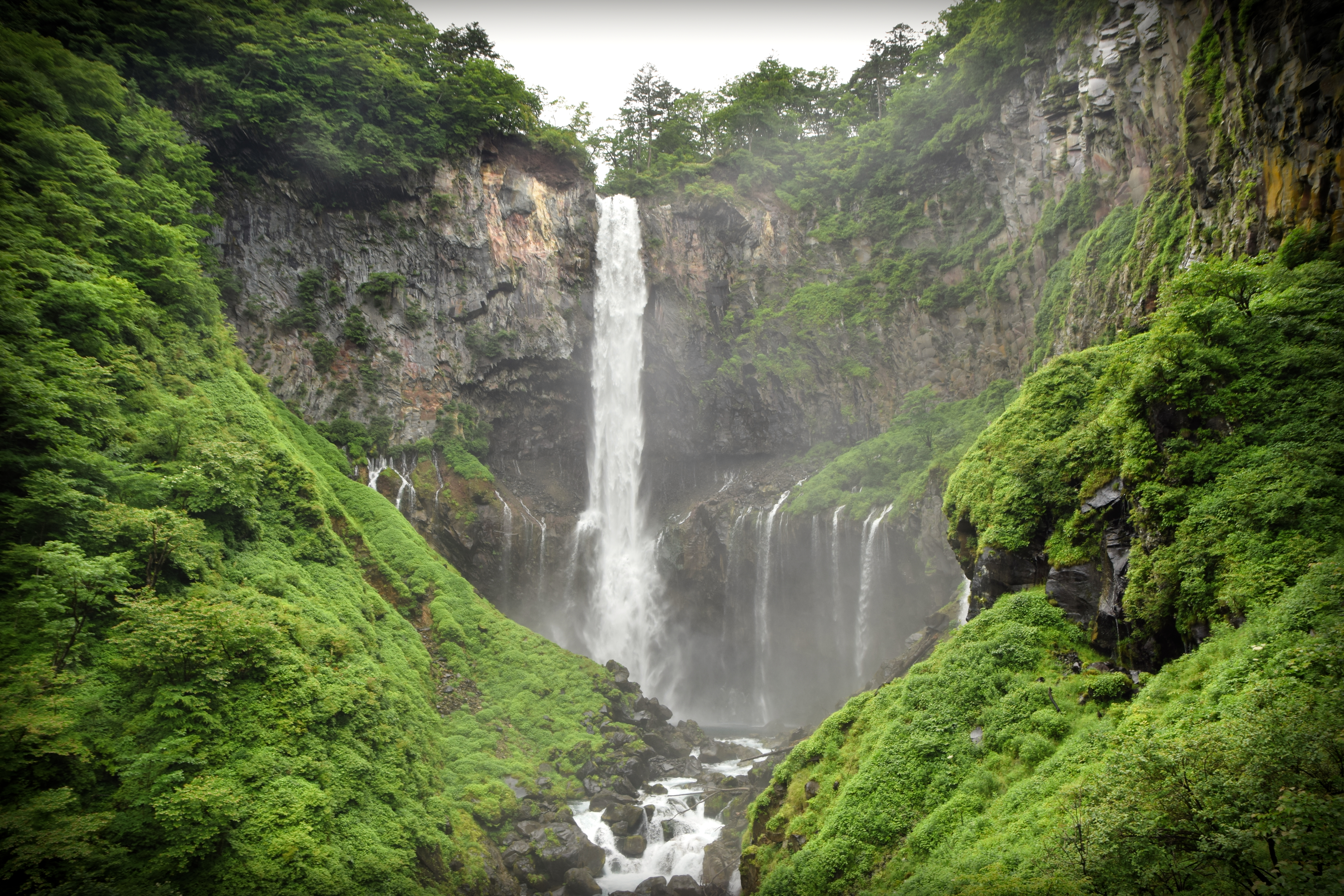
観瀑台から見た華厳滝

華厳滝エレベーター（けごんのたきエレベーター）は、栃木県日光市にある観光用エレベーターである。華厳滝の滝壷近くの観瀑台へ降りる目的で堅い岩盤をくり抜いてシャフトを通し1930年に開業した。株式会社丸沼が営業している。

## 施設データ
- 停止階：2
- 高低差：100m
- 定員：30名
- 料金：大人往復570円　小児往復340円（2023年7月現在）[1]
- 機数：2台
- 1930年営業開始。

## 運行形態
日本オーチス・エレベータ製である。
- 所要時間：60秒
- 定休日：年中無休
- 営業時間：8:00 - 17:00（冬期は9:00 - 16:30）季節変動あり[1]

## その他
- 地上のりばの建屋は2階建て近代和風建築で、1階にきっぷ売り場、改札口がある。鉄道駅と間違えそうな様相である。
- きっぷは昇降券と呼ばれ、「KEGON」と表記された字模様が印刷されている。改札口では昇降券に改札鋏で入鋏する。鋏こん形はかまぼこ形である。
- 華厳滝そのものは、栃木県が設置した無料の観瀑台からも見ることができる[2]。滝壺から壮大な滝を眺めたい場合は、エレベーターを利用して観瀑するとよい[2]。